# فرسایش کاتتر

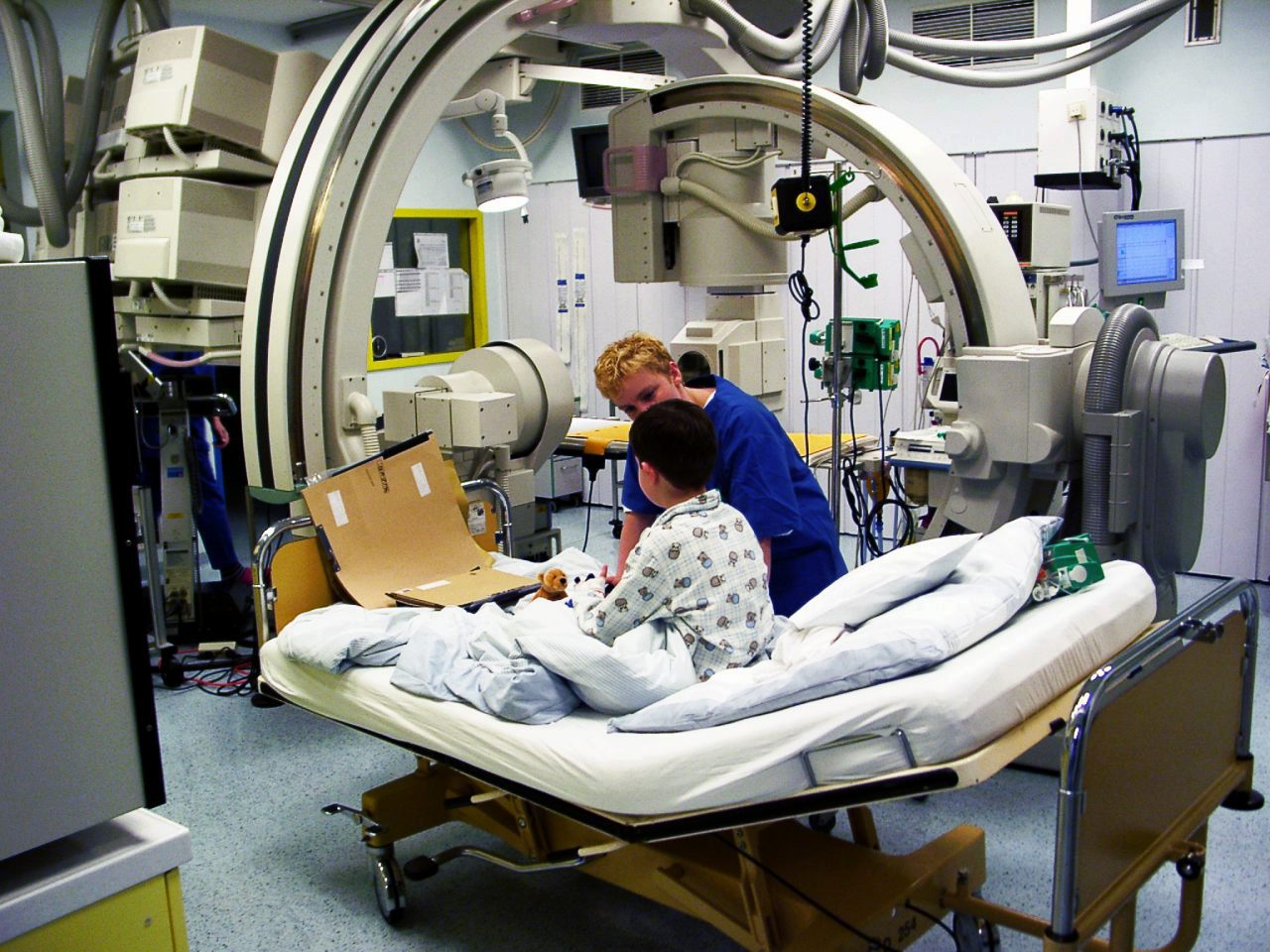

فرسایش کاتتر (به انگلیسی: catheter ablation) روشی است که برای حذف یا خاتمهٔ یک مسیر الکتریکی معیوب از قسمت‌های قلب افرادی که مستعد ابتلا به آریتمی قلبی مانند فیبریلاسیون دهلیزی، فلوتر ریه، سوپراوانتاکی تاکی کاردی (SVT) و سندرم ولف پارکینسون وایت) ، چنین آریتمی‌ها خطر فیبریلاسیون بطنی و توقف قلبی را افزایش می‌دهد. روش فرسایش کاتتر را می‌توان با استفاده از منبع انرژی طبقه‌بندی کرد: رادیوفرکانسی و کریوابلاسیون.

## استفاده‌های پزشکی
تخلیه کاتتر ممکن است برای یک آریتمی مکرر یا پایدار که منجر به علائم یا اختلالات دیگر می‌شود توصیه شود. به‌طور معمول، تخلیه کاتتر تنها زمانی استفاده می‌شود که درمان فارماکوالژی ناکارآمد باشد.

### اثربخشی
تخلیه کاتتر اکثر آریتمی‌ها دارای میزان موفقیت بالا است. نرخ موفقیت برای سندرم WPW تا ۹۵٪ بوده‌است. برای SVT، موفقیت یک روش ۹۱٪ تا 96% (95% CI) است و موفقیت چندین مرحله ۹۲ تا 97% (CI ۹۵٪) است. برای فلاطرت پروستات، موفقیت یک روش ۸۸٪ تا 95% (95% CI) است و موفقیت چندین روش ۹۵ تا 99% (95% CI) است. برای تچیکاردی‌های دهلیزی خودکار، میزان موفقیت ۷۰–۹۰٪ است. عوارض بالقوه شامل خونریزی، لخته شدن خون، تامپوناد پریکاردی و بلوک قلبی است، اما این خطرات بسیار کم است که از ۲٫۶ تا ۳٫۲ درصد می‌باشد.
برای فیبریلاسیون دهلیزی، چندین تیم متخصص الکتروفیزیولوژی در مراکز قلب آمریکا ادعا می‌کنند که می‌توانند به میزان موفقیت ۷۵٪ دست پیدا کنند. با این حال، یک مطالعه اخیر ادعا می‌کند که میزان موفقیت در واقع بسیار پایین است - در ۲۸٪ برای روش‌های تک. اغلب روش‌های متعددی برای افزایش میزان موفقیت در دامنه ۷۰–۸۰٪ مورد نیاز است. یکی از دلایلی که ممکن است این باشد که هنگامی که قلب تحت بازسازی پوستی قرار گرفته‌است، همان‌طور که در مورد افراد مبتلا به فیبریلاسیون دهلیزی، که عمدتاً ۵۰ ساله و بالاتر است، راه‌های الکتریکی "بد" را اصلاح می‌کند. بنابراین، جوانان مبتلا به AF با فوروکسیامال یا متناوب، AF به این ترتیب احتمال بیشتری برای موفقیت با تخلیه دارند، زیرا قلب آنها هنوز تحت بازسازی دهلیز قرار نگرفته‌است.

## خطرات
خطر تخریب کاتتر برای فیبریلاسیون دهلیزی شامل موارد زیر است: سکته مغزی، آسیب مری، تنگی ورید ریوی و مرگ.

## تکنیک
تخلیه کاتتر شامل پیشرفت چند کاتتر انعطاف‌پذیر در رگ‌های خونی بیمار، معمولاً در ورید فمورال، ورید ژوگولار داخلی یا ورید زیر کلوایی است. کاتترها به سمت قلب پیش می‌روند. سپس ضربه‌های الکتریکی برای ایجاد آریتمی مورد استفاده قرار می‌گیرند و حرارت محلی یا انجماد برای تخریب (از بین بردن) بافت غیرطبیعی که باعث آن می‌شود استفاده می‌شود. در اصل، یک impulse DC برای ایجاد ضایعات در سیستم هدایت داخل قلب استفاده شد. با این حال، با توجه به میزان بالای عوارض، استفاده گسترده از آن هیچگاه به دست نیامد. روش‌های جدیدتر برای پایان دادن به بافت‌های بیمار یا در حال مرگ باعث کاهش احتمال آریتمی می‌شوند.
تخلیه کاتتر معمولاً توسط یک متخصص الکتروفیزیولوژی (متخصص قلب و عروق) در یک آزمایشگاه آزمایشگاهی یا یک آزمایشگاه تخصصی EP انجام می‌شود.

## ریکاوری یا توانبخشی
پس از تخلیه کاتتر، بیماران به واحد بازسازی قلب، بخش مراقبت‌های ویژه یا بخش مراقبت‌های ویژه قلب و عروق منتقل می‌شوند که در آنها مجاز به حرکت به مدت ۴ تا ۶ ساعت نیستند. حرکت مینیمم باعث جلوگیری از خونریزی از محل تزریق کاتتر می‌شود. بعضی از مردم باید برای مشاهده به مدت یک شب باقی بمانند، بعضی‌ها باید طولانی‌تر بمانند و دیگران بتوانند در همان روز به خانه بروند. این همه بستگی به مشکل، طول عملیات و اینکه آیا بیهوشی عمومی استفاده شد یا خیر.

## لینک‌های خارجی
- The Arrhythmia Alliance UK
- The Heart Rhythm Society